# Neoserica bedieri
Neoserica bedieri är en skalbaggsart som beskrevs av Moser 1915. Neoserica bedieri ingår i släktet Neoserica och familjen Melolonthidae. Inga underarter finns listade i Catalogue of Life.